# Бозхане
„Бозхане“ (на турски: Bozhane) е квартал в район „Бейкоз“ в Истанбул, Турция. Намира се в анадолската част на града.